# Samoa i olympiska sommarspelen 1988
Samoa deltog i de olympiska sommarspelen 1988 med en trupp bestående av 11 deltagare, men ingen av landets deltagare erövrade någon medalj.

## Boxning
| Likou Ariu          | Lätt mellanvikt |                              | Vincenzo Nardiello (ITA) L KOH | Gick inte vidare | Gick inte vidare | Gick inte vidare | Gick inte vidare | Gick inte vidare | Gick inte vidare |                  |
| Avaavau Avaavau     | Lätt weltervikt | Khalid Rahilou (MAR) L RSCO  | Gick inte vidare               | Gick inte vidare | Gick inte vidare | Gick inte vidare | Gick inte vidare | Gick inte vidare | Gick inte vidare | Gick inte vidare |
| Tiui Faamaoni       | Bantamvikt      | Moumouni Siuley (NIG) L RSCH | Gick inte vidare               | Gick inte vidare | Gick inte vidare | Gick inte vidare | Gick inte vidare | Gick inte vidare | Gick inte vidare | Gick inte vidare |
| Viliamu Lesiva      | Mellanvikt      |                              | Darko Dukic (YUG) L RSCO       | Gick inte vidare | Gick inte vidare | Gick inte vidare | Gick inte vidare | Gick inte vidare | Gick inte vidare |                  |
| Asomua Naea         | Weltervikt      |                              | Humberto Aranda (CRC) L RSCH   | Gick inte vidare | Gick inte vidare | Gick inte vidare | Gick inte vidare | Gick inte vidare | Gick inte vidare |                  |
| Ulaipalota Tauatama | Fjädervikt      | Evance Malenga (MAW) W 5-0   | Tamasz Nowak (POL) L WO        | Gick inte vidare | Gick inte vidare | Gick inte vidare | Gick inte vidare | Gick inte vidare | Gick inte vidare |                  |
| Pua Ulberg          | Lätt tungvikt   |                              | Andrea Magi (ITA) L 0-5        | Gick inte vidare | Gick inte vidare | Gick inte vidare | Gick inte vidare | Gick inte vidare | Gick inte vidare |                  |

## Brottning
| Brottare    | Gren                | Inledande omgång                                      | Ställning                  | Final             |
| Brottare    | Gren                | Motståndare Poäng                                     | Ställning                  | Motståndare Poäng |
| ----------- | ------------------- | ----------------------------------------------------- | -------------------------- | ----------------- |
| Uati Iutaga | Weltervikt, fristil | Adama Damballey (GAM) L 0-4 Pekka Rauhala (FIN) L 0–4 | 13:a i gruppen 26:e totalt | Gick inte vidare  |
| Fred Solovi | Tungvikt, fristil   | Leri Khabelov (URS) L 0-4 Floriano Spiess (BRA) L 1–3 | 9:a i gruppen 17:e totalt  | Gick inte vidare  |

## Friidrott
| Idrottare   | Gren                     | Kval   | Kval      | Final            | Final            |
| Idrottare   | Gren                     | Längd  | Placering | Längd            | Placering        |
| ----------- | ------------------------ | ------ | --------- | ---------------- | ---------------- |
| Henry Smith | Herrarnas diskuskastning | 49,40m | 25        | Gick inte vidare | Gick inte vidare |